# جرريق
جرريق هي بلدة في مقاطعة غذار في ولاية قشقداريا في أوزبكستان.